# Raf (Protein)
Bei den Raf-Proteinen (Abk. für englisch rapidly accelerated fibrosarcoma oder rat fibrosarcoma) handelt es sich um eine Familie von Proteinkinasen, welche die Isoformen A-Raf, B-Raf und C-Raf (oder Raf-1) umfasst und zu den Serin/Threonin-Proteinkinasen der heterogenen Klasse EC 2.7.11.1 gehört. Sie spielen eine wichtige Rolle im MAP-Kinase-Signalweg und Ras-Raf-Signalweg.

## Vorkommen und Funktion
C-Raf kommt in allen Geweben von Säugetieren vor. B-Raf wird bei Säugetieren vor allem in neuronalem Gewebe und in den Hoden exprimiert, währenddessen A-Raf vor allem im urogenitalen Gewebe vorkommt.
Die Raf spielen eine wichtige Rolle im MAP-Kinase-Signalweg, indem sie als MAP-3K (MAP-Kinase-Kinase-Kinase) agieren und spezifisch MEK-1 und MEK-2 aktivieren. Es wurde gezeigt, dass alle drei Isoformen in der Lage sind, MEK-1 und MEK-2 direkt zu phosphorylieren, als auch, dass sie wahrscheinlich die einzigen MEK-1-/MEK-2-spezifischen Kinasen sind (Experimente mit Drosophila melanogaster und C. elegans). Die Regulation erfolgt wahrscheinlich – auch in Abhängigkeit von den einzelnen Isoformen – durch das kleine G-Protein Ras, welches in seiner aktiven, GTP-gebundenen, Form vorliegen muss.

### C-Raf
Vom C-Raf, auch Raf-1 genannt, wird vermutet, dass seine Aktivität in Abhängigkeit von Interaktionen mit anderen Proteinen, Phosphorylierung an Serin-, Threonin- und Tyrosin-Resten sowie der Lokalisation in der Zelle graduell reguliert werden kann.
Wichtig für die Aktivierung ist dabei vor allem eine Bindung zu Ras. Dagegen kann C-Raf möglicherweise von spezifischen 14-3-3-Proteinen deaktiviert werden, indem diese an das phosphorylierte Serin des C-Raf binden. Die Phosphorylierung selbst erfolgt durch verschiedene Kinasen (u. a. c-Src, Proteinkinase C, PAK und Proteinkinase B).

### B-Raf
B-Raf wurde als potentes Onkogen identifiziert (insbesondere im Melanom und Multiplem Myelom). Manche Daten deuten darauf hin, dass die Mutation in B-Raf früh in der Entwicklung eines Tumors geschieht, auch wenn eine alleinige Mutation in B-Raf nicht ausreicht, um aus einer normalen Zelle eine Krebszelle zu generieren. Im Unterschied zu C-Raf kann B-Raf auch durch Rap1 (Ras-related proteine) aktiviert werden, was u. U. sogar der dominante Mechanismus sein könnte. Diesem Unterschied liegen wahrscheinlich die unterschiedlichen CRD (Cystein-reiche Domänen) zugrunde.

#### BRAF-Protein und Hautkrebs
Das BRAF-Protein ist ein wichtiger Bestandteil des RAS-RAF-MEK-ERK-(MAPK)-Signalweges, der am normalen Wachstum und Überleben von Zellen beteiligt ist. Mutationen des BRAF-Proteins an der Aminosäureposition 600 bewirken, dass dieser Signalweg überaktiv wird. Dies kann in Kombination mit weiteren Mutationen zu unkontrolliertem Zellwachstum und somit der Entstehung von Krebs führen. Solche Mutationen des BRAF-Proteins finden sich schätzungsweise bei 50–60 % aller Melanome.
Patienten im fortgeschrittenen Melanomstadium, die solch eine Mutation tragen, können mit BRAF- oder MEK-Inhibitoren behandelt werden. Eine Behandlung mit dem BRAF-Inhibitor Vemurafenib führt beispielsweise bei der Hälfte der Patienten zu Regressionen des Tumors. Allerdings werden die Tumoren meistens nach kurzer Zeit resistent.

#### BRAF-Mutationstest
Der BRAF-Mutationstest kann Tumoren mit der BRAF-Mutation identifizieren und soll ihr mögliches Ansprechen auf BRAF-Inhibitoren wie z. B. Vemurafenib einzuschätzen helfen. Die Testung kann mittels DNA-basierten Methoden oder mittels Immunhistochemie für die häufigste Mutation (BRAF-V600E) erfolgen.

## BRAF-Mutation bei Tieren
Die Mutation V595E im BRAF-Gen wurde 2015 auch bei Hunden nachgewiesen, sie tritt besonders bei Urothelkarzinomen und Prostatakrebs auf, nicht wie beim Menschen bei schwarzem Haut-, Schilddrüsen-, Eierstock- und Dickdarmkrebs. Diese Mutation auf dem Chromosom 16 kann nur in Tumorzellen, nicht aber in gesundem Gewebe nachgewiesen werden. Mittlerweile gibt es einen kommerziellen PCR-Test zum Nachweis dieser Mutation in Bioptaten, Urinsediment oder Urin. Er hat eine Spezifität von 100 %, denn diese Mutation lässt sich nicht in gutartigen Zubildungen in Blase oder Prostata nachweisen.

## Struktur
Alle drei Isoformen besitzen jeweils drei stark konservierte Regionen (CR1, CR2 und CR3). Die ersten beiden Regionen regulieren wahrscheinlich die katalytische Aktivität der Raf, während die Kinaseaktivität in der Region CR3 zu lokalisieren ist. Die Bindung an Ras geschieht an der CR1-Domäne.